# Gynopygoplax unifasciata
Gynopygoplax unifasciata är en insektsart som beskrevs av Schmidt 1909. Gynopygoplax unifasciata ingår i släktet Gynopygoplax och familjen spottstritar. Inga underarter finns listade i Catalogue of Life.